# Стратегічний оборонний бюлетень України

Емблема Міністерства оборони України

Емблема РНБОУ

Штандарт Президента України

Прапор НАТО

Стратегі́чний оборо́нний бюлете́нь Украї́ни — документ оборонного планування, який розробляється Міністерством оборони України за результатами оборонного огляду з метою визначення основних напрямів реалізації воєнної політики України та розвитку сил оборони.
Після створення документу Міністерством оборони, він подається Раді національної безпеки і оборони, та його розглядає і своїм рішенням подає Президентові України. Президент схвалює СОБ шляхом уведення в дію рішення РНБО відповідно до повноважень, визначених ч. 7 статті 107 Конституції України.
Вперше Стратегічний оборонний бюлетень з'явився у 2004 році і був розрахований на період до 2015 року. Його текст в загальному доступі відсутній. Другий СОБ уведений 2012 року на невизначений період. Третій остаточно відпрацьований у 2016 році на період до кінця 2020 року.
Нині чинний СОБ прийнятий РНБО 20 серпня 2021 року, введений у дію 17 вересня 2021 року.

## СОБ—2016

### Ситуація на тлі
В Україні триває оборонна реформа в умовах збройної агресії Росії проти України, окупації Російською Федерацією частини суверенної території України — Автономної Республіки Крим та міста Севастополя. На частині території Донецької та Луганської областей триває інспірований та підтриманий Кремлем збройний конфлікт, який несе значну загрозу переростання у відкрите збройне протистояння між Україною та Російською Федерацією.
Розробці Стратегічного оборонного бюлетеня передувало усвідомлення довгострокового характеру воєнної загрози з боку Російської Федерації.

### Поява документа
Робота над СОБ велася від початку 2015 року. За процес відповідав Комітет реформ Міністерства оборони України та Збройних Сил, утворений у березні 2016 року. До підготовки були залучені центральні органи виконавчої влади, наукові установи, громадські організації, вітчизняні та іноземні експерти, у тому числі експерти Спільної робочої групи Україна — НАТО з питань воєнної реформи високого рівня та представники Офісу зв'язку НАТО в Україні. Таким чином, документ підготований у тісній співпраці з радниками НАТО.
20 травня 2016 відбулося засідання РНБО, на якому було схвалено Стратегічний оборонний бюлетень. Він отримав позитивні відгуки партнерів по НАТО.
6 червня Президент затвердив бюлетень своїм Указом.
Стратегічний оборонний бюлетень 2016 року став «останнім документом стратегічного значення» після Стратегії національної безпеки, Воєнної доктрини та Концепції розвитку сектору безпеки і оборони України. Як і очікувалося, його презентація відбулася на саміті НАТО у Варшаві в обмін на комплексний пакет допомоги.

### Зміст
Стратегічний оборонний бюлетень—2016 складається зі вступу і таких розділів:
1. Основні положення
2. Система управління силами оборони
3. Механізм імплементації оборонної реформи
4. Мета та стратегічні цілі оборонної реформи
5. Шляхи досягнення стратегічних цілей
6. Заключна частина (прикінцеві положення).

Також є два додатки — Глосарій і Матриця.
Бюлетень спрямований на забезпечення практичної реалізації положень Воєнної доктрини України та Концепції розвитку сектору безпеки і оборони України, визначає стратегічні й оперативні цілі оборонної реформи та очікувані результати їх досягнення. Визначає шляхи досягнення цілей оборонної реформи, кінцевим етапом якої є набуття повноправного членства в Організації Північноатлантичного договору.
На основі Стратегічного бюлетеня розробляються та реалізуються Державна програма розвитку ЗСУ, державні програми розвитку інших складових сил оборони, державні цільові оборонні програми.
Головні мессиджі оборонної реформи за СОБ—2016:
- створення державної програми розвитку всіх аспектів оборонної та військової сфери до кінця 2020 року;
- приведення стандартів ЗСУ до стандартів НАТО;
- оновлення правової бази у оборонній сфері;
- розмежування повноважень та створення окремих посад «Головнокомандувач Збройних Сил України» та «Начальник Генерального штабу Збройних Сил України»;
- створення Комітету реформ Міністерства оборони України та Збройних Сил України задля забезпечення координації, моніторингу та оцінки оборонної реформи;
- щорічне спрямовування з бюджету на фінансування сектору безпеки і оборони не менше 5 відсотків запланованого обсягу валового внутрішнього продукту, у тому числі на оборону — не менше 3 відсотків запланованого обсягу ВВП;
- створення об'єднаного керівництва секторами безпеки і оборони;
- створення інтегрованої системи закупівель у Міністерстві оборони;
- позбавлення Міністерства оборони невластивих йому функцій;
- створення Сил спеціальних операцій як окремого роду військ за стандартами НАТО;
- поглиблення взаємодії з країнами-членами НАТО у сфері воєнної розвідки;
- реформування Військової служби правопорядку у Збройних Силах України у Військову поліцію;
- перебудова системи медичного та логістичного забезпечення;
- формування кадрового потенціалу Збройних Сил України та інших складових сил оборони;
- створення, утримання та розгортання стратегічного резерву Збройних Сил України[14].

СОБ ставить такі стратегічні цілі реформи (відповідно до пріоритетності):
перша — об'єднане керівництво силами оборони, що здійснюється відповідно до принципів і стандартів, прийнятих державами — членами НАТО;
друга — ефективна політика, системи планування і управління ресурсами в секторі оборони з використанням сучасних євроатлантичних підходів;
третя — оперативні (бойові, спеціальні) спроможності сил оборони, необхідні для гарантованої відсічі збройній агресії, оборони держави, підтримання миру та міжнародної безпеки;
четверта — об'єднана система логістики і система медичного забезпечення, здатні надати підтримку всім компонентам сил оборони;
п'ята — професіоналізація сил оборони та створення необхідного військового резерву.
Очікуваним результатом оборонної реформи є створення за принципами та стандартами, прийнятими в державах — членах НАТО, ефективних, мобільних, оснащених сучасним озброєнням, військовою і спеціальною технікою сил оборони зразка 2020 року, здатних гарантовано забезпечити оборону держави та адекватно і гнучко реагувати на воєнні загрози національній безпеці України, раціонально використовуючи при цьому наявний потенціал (спроможності) та ресурси держави.

## СОБ—2021
У першій частині бюлетеня викладено підсумок оборонної реформи, яка реалізовувалася впродовж 2016—2020 років, та основні результати оборонного огляду, уперше розроблено опис майбутнього безпекового середовища до 2030 року.
У другій частині визначено основні напрями реалізації воєнної політики України, перспективну модель ЗСУ та інших складових сил оборони й вимоги до її побудови, основні спроможності сил оборони, яких необхідно досягти; викладено стратегічні цілі розвитку сил оборони на період до 2025 року, основні завдання та очікувані результати щодо їхнього досягнення.
Основою Стратегії воєнної безпеки України є всеосяжна оборона країни.
Воєнна політика України реалізується за такими основними напрямами:
- забезпечення відсічі та стримування збройної агресії Російської Федерації проти України, відновлення суверенітету й територіальної цілісності нашої країни в межах державного кордону, запобігання воєнним конфліктам з будь-якими іноземними державами;
- планування всеосяжної оборони з розробкою плану оборони України, Стратегічного плану застосування Збройних Сил України, інших складових сил оборони, оперативних планів і планів застосування сил та засобів оборони тощо;
- набуття державними органами необхідних інституційних спроможностей щодо своєчасного й організованого проведення мобілізації, задоволення потреб оборони держави й захисту її території від можливої агресії, а також ефективного управління оборонними ресурсами;
- розвиток спроможностей сил оборони в контексті підготовки до ведення всеосяжної оборони України, їхнє всебічне забезпечення;
- впровадження в силах оборони передового досвіду, принципів і стандартів держав — членів НАТО, участь у спільних операціях та навчаннях для задоволення критеріїв членства в Альянсі з подальшою інтеграцією в євроатлантичні безпекові структури.

У Стратегічному оборонному бюлетені України сформульовано місію та бачення сил оборони зразка 2030 року, згідно з якою сили оборони об'єднані єдиним керівництвом та складаються з професійно підготовленого та вмотивованого особового складу, оснащені сучасним озброєнням і військовою (спеціальною) технікою, здатні забезпечити захист суверенітету й територіальної цілісності України, готові до ведення операцій у повітрі, на суші, на морі, ведення протиборства в інформаційному просторі та кіберпросторі, спроможні діяти асиметрично, нестандартно, є проактивними та інтегрованими до євроатлантичної безпекової архітектури.
У документі визначено перспективну модель Збройних Сил України та інших складових сил оборони; основні принципи щодо організації системи управління, перспективного складу, військово-кадрової та військово-технічної політики ЗСУ та інших складових сил оборони; спрямування розвитку оперативних, бойових і спеціальних спроможностей сил оборони.
Досягнення перспективної моделі сил оборони здійснюватиметься шляхом імплементації п'яти стратегічних цілей:
1. ефективний оборонний менеджмент і система об'єднаного керівництва силами оборони та військового управління у ЗСУ, що здійснюються на засадах демократичного цивільного контролю, інших принципах і стандартах НАТО;
2. професійний та вмотивований особовий склад сил оборони, підготовлений військовий резерв підтримуються ефективними прозорими системами кадрового менеджменту, військової освіти й науки, охорони здоров'я і соціальним захистом;
3. сучасне озброєння і військова (спеціальна) техніка, що забезпечує виконання завдань Збройними Силами України, іншими складовими сил оборони, зокрема спільно з відповідними структурами держав — членів НАТО;
4. розвинута військова інфраструктура, об'єднана логістика та достатні запаси матеріальних засобів, дієва система медичного забезпечення, що відповідають потребам Збройних Сил України, інших складових сил оборони для відсічі збройній агресії проти України;
5. інтегровані оперативні (бойові та спеціальні) спроможності сил оборони, що забезпечують стримування, стійкість і відсіч збройній агресії проти України, протидію гібридним загрозам.

Щодо кожної цілі розвитку сил оборони визначені завдання та перелік заходів для її досягнення.